# Koza kamori

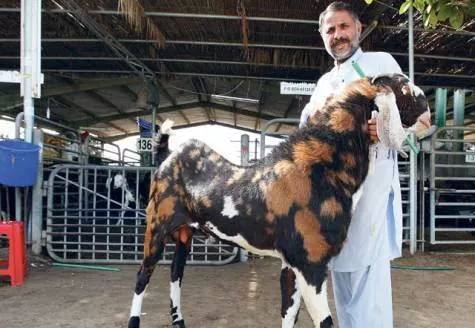
Koua kamori

Koza kamori je mléčné plemeno koz, které je domovem v oblastech Dadu, Larkana a Nawab Shah v pákistánské provincii Sindh. Plemeno je středně velké až velké, s načervenale hnědou nebo bílou srstí s černými skvrnami. Tělo je dlouhé a robustní, vemeno a struky jsou poměrně vyvinuté. Průměrná denní produkce mléka činí přibližně 1,5 litrů.

## Populace
V současné době je existence těchto koz velmi ohrožena, neboť v oblasti podél řeky Indu mizí lužní lesy, v jejichž okolí nacházejí kozy Kamori zelenou trávu, kterou potřebují ke své obživě. Jak mizí přirozené životní prostředí koz, je stále méně tradičních pastevců schopno tento vzácný druh hospodářských zvířat chovat.
Má-li koza kamori dobré životní podmínky, mívá obvykle dva vrhy kůzlat ročně po 2–3 mláďatech.